# Грачёв, Евгений Игоревич
Евге́ний И́горевич Грачёв (род. 21 февраля 1990, Хабаровск) — российский хоккеист, нападающий.

## Биография
Грачёв родился в Хабаровске, где в 6 лет начал заниматься хоккеем в группе Сергея Ивановича Курмешева. Через семь перешёл в школу ярославского «Локомотива». До 14 лет выступал на позиции защитника, после чего был переведён в нападение. С 2005 по 2008 год играл за вторую команду «Локомотива» в первой лиге чемпионата России. В сезоне 2007/08 показал высокую результативность за «Локомотив-2», набрав 37 (17+20) очков в 34-х матчах. Он вызывался в состав основной ярославской команды и принял участие в одном матче Суперлиги. Грачёв попал в окончательную заявку юниорской сборной России для участия на чемпионате мира 2008 (до 18 лет). Вместе со сборной дошёл до финала, где россияне уступили сборной Канады 0:8. Игра габаритного нападающего привлекла внимание скаутов Национальной хоккейной лиги. На Драфте НХЛ 2008 Грачёв был выбран в 3-м раунде под общим 75-м номером клубом «Нью-Йорк Рейнджерс». Он также был выбран на CHL Import Draft клубом Хоккейной лиги Онтарио (OHL) «Брамптон Батталион» в 1-м раунде под общим 40-м номером.
В 2008 году Грачёв по предложению своего агента решил продолжить карьеру в OHL. В сезоне 2008/ 09 за «Брамптон» нападающий набрал 80 (40+40) результативных баллов в 60 матчах. Грачёв стал лучшим новичком лиги, став обладателем «Эммс Фэмили Эворд». Его также включили в сборную новичков CHL, в третью сборную всех звёзд OHL и первую сборную новичков OHL. Грачёв принимал участие в молодёжном чемпионате мира 2009, на котором вместе со сборной завоевал бронзовые медали. 22 сентября 2008 года подписал трёхлетний контракт новичка с «Нью-Йорк Рейнджерс». Сезон 2009/10 полностью провёл в фарм-клубе в Американской хоккейной лиге (АХЛ) — «Хартфорд Вулф Пэк». В октябре Грачёв был вызван в основную команду в связи с травмой Райана Кэллахана, но в заявку на матчи НХЛ не попадал. Нападающий дебютировал в НХЛ в следующем сезоне, сыграв 29 октября 2009 года против «Каролины Харрикейнз». Он принял участие в восьми матчах за «Нью-Йорк» после чего был отправлен в новый фарм-клуб «Коннектикут Уэйл». Грачёв играл до окончания сезона в АХЛ, вместе с Павлом Валентенко став лучшим в команде по показателю «плюс-минус» — «+21». 25 июля 2011 года «Рейнджерс» обменяли Грачёва в «Сент-Луис Блюз» на выбор в 3-м раунде Драфта НХЛ 2011. В составе «Блюз» Грачёв набрал свой первый результативный балл в НХЛ, отдав результативную передачу 22 октября 2011 года в игре против «Филадельфия Флайерз». Россиянин являлся основным игроком «Сент-Луиса», в одном из матчей за который он получил шайбой в лицо, что стало причиной нескольких переломов. Для восстановления от повреждения игрок был отправлен в фарм-клуб «Пеория Ривермен». В АХЛ Грачёв играл до окончания сезона 2012/13, изредка получая вызов в основную команду.
В 2013 году Грачёв вернулся в Россию. Изначально планировал продолжить карьеру в ярославском «Локомотиве», но в итоге подписал контракт с «Адмиралом». Вместе с командой вышел в плей-офф, и по окончании сезона перешёл в «Локомотив». В ярославском клубе проводил в среднем 11 минут за игру, что сказалось на снижении результативности. В мае 2015 года «Локомотив» обменял Грачёва обратно в «Адмирал», но через месяц нападающий стал участником самого большого обмена в истории КХЛ, перейдя в «Амур». Клуб в целом играл. Грачёв готовился к сезону 2016/17 в составе «Амура», но в августе его обменяли в нижегородское «Торпедо» на Артура Гиздатуллина и Игоря Руденкова. В первый год выступления за «Торпедо» Грачёв продемонстрировал свою лучшую результативность на уровне КХЛ, набрав 18 (5+13) очков в 56 играх. В межсезонье нижегородцы продлили соглашение с нападающим на два сезона. Второй сезон за «Торпедо», проводимого в качестве ассистента капитана, сложился для Грачёва менее результативно. В августе 2018 года руководство клуба выставило игрока на драфт отказов, после чего расторгло с ним контракт. В итоге Евгений подписал двусторонний контракт на один год с «Автомобилистом». Грачёв стал основным игроком екатеринбуржцев и помог команде провести свой лучший сезон в КХЛ.
Игра Грачёва в сезоне 2018/19 привлекла к нему внимание ведущих клубов КХЛ. 2 мая 2019 года было объявлено, что он подписал контракт на два года с «Авангардом». Президент омского клуба Максим Сушинский отмечал, что Грачёв как габаритный нападающий усилит третье-четвёртое звено команды и подходит под её североамериканский стиль игры. За «Авангард» Грачёв сыграл в 49 матчах, в которых набрал 12 (5+7) результативных баллов. Перед началом сезона 2019/20 омский клуб объявил, что контракт с Грачёвым расторгнут по обоюдному согласию сторон. 10 сентября 2020 года Грачёв подписал однолетний контракт с рижским «Динамо».

## Статистика
| Легенда | Легенда                    | Легенда | Легенда                   | Легенда | Легенда    |
| ------- | -------------------------- | ------- | ------------------------- | ------- | ---------- |
| И       | Количество проведённых игр | Штр     | Штрафное время            | +/−     | Плюс-минус |
| Г       | Голы                       | П       | Голевые передачи          | О       | Очки       |
| -       | Статистика неизвестна      | —       | Статистика не учитывалась |         |            |

## Достижения
| Год  | Команда         | Достижение                                   | Достижение |
| ---- | --------------- | -------------------------------------------- | ---------- |
| 2007 | Россия (юниор.) | Бронзовый призёр Мемориала Ивана Глинки      |            |
| 2008 | Россия (юниор.) | Серебряный призёр юниорского чемпионата мира |            |
| 2009 | Россия (мол.)   | Бронзовый призёр молодёжного чемпионата мира |            |

| Год  | Команда            | Достижение                                | Достижение |
| ---- | ------------------ | ----------------------------------------- | ---------- |
| 2009 | Брамптон Батталион | Попадание в Сборную новичков CHL          |            |
| 2009 | Брамптон Батталион | Попадание в третью Сборную всех звёзд OHL |            |
| 2009 | Брамптон Батталион | Попадание в первую Сборную новичков OHL   |            |
| 2009 | Брамптон Батталион | Обладатель «Эммс Фэмили Эворд»            |            |